# Claudio Villa
Claudio Villa (Rome, 1 januari 1926 - Padua, 7 februari 1987) was een Italiaanse zanger. Villa had een indrukwekkend hoge tenorstem wat hem in de jaren 50 tot koning van het Italiaanse lied maakte.
Hij begon als zanger in kleine restaurants en theaters en werd eind jaren 40 via de radio bekend. In zijn loopbaan nam Villa zo'n 3200 liedjes op en verkocht ongeveer 42 miljoen platen. Zijn grootste successen waren Luna rossa, Serenata celeste, Binario, Il torrente en Granada. Hij speelde ook in films mee.
In de jaren zestig begon het tij wat te keren, Villa was wat ouderwets en men gaf de voorkeur aan Domenico Modugno. Villa veranderde zijn stijl echter niet en kreeg daarom soms woorden met andere zangers en de organisatoren van het San Remo Festival waar hij 13 keer aan deelnam (met in totaal 26 liedjes), hij won het wel vier keer in 1955 met Buongiorno tristezza, in 1957 met Corde della mia chitarra, in 1962 met Addio, Addio en in 1967 met Non pensare a me.

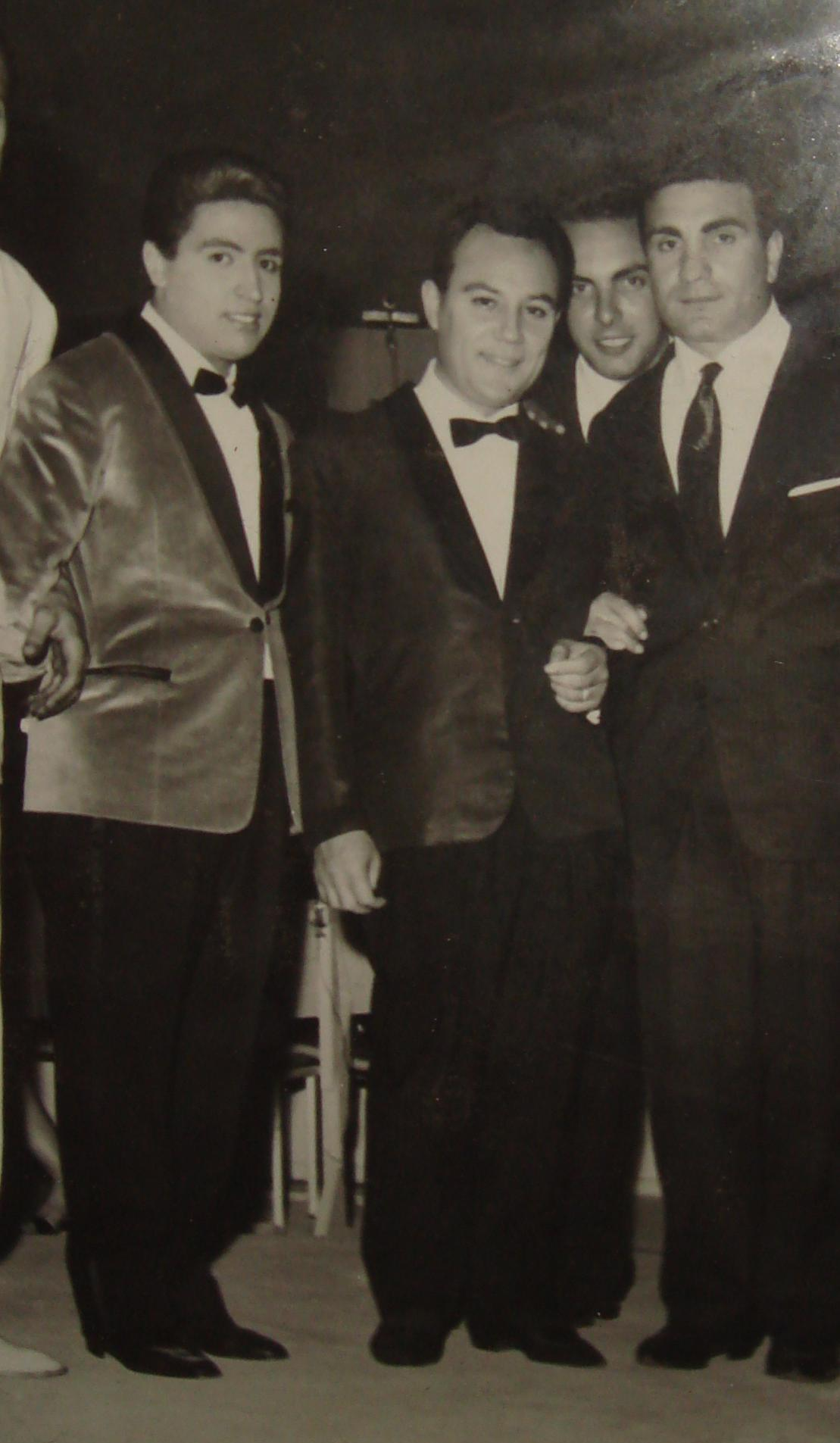
Mario Trevi - Claudio Villa (1962)

Hij nam ook twee keer deel aan het Eurovisiesongfestival, in 1962 werd hij 9de met Addio, Addio en in 1967 werd hij 11de met Non andare più lontano. Tot 1966 werd de kandidaat voor het Eurosongfestival bij San Remo gezocht, Villa won in 1957 maar tot de jaren zeventig werden alle liedjes door twee vertolkers gezongen en in 1957 ging de voorkeur naar Nunzio Gallo ten koste van Villa, terwijl Villa in 1962 de voorkeur uitging naar Domenico Modugno.
Hij won ook twee keer Canzonissima, in 1964 met O sole mio en in 1966 met Granada.
Zijn overlijden werd tijdens het San Remo Festival in 1987 bekendgemaakt op televisie.

## Deelnames aan San Remo
- 1955 Buongiorno tristezza
- 1955 Il torrente
- 1955 Incantatella
- 1957 Corde della mia chitarra
- 1957 Usignolo
- 1957 Cancello tra le rose
- 1957 Il pericolo numero uno
- 1958 Giuro d'amarti così
- 1958 Campana di Santa Lucia
- 1958 Fragole e cappellini
- 1958 Cos'è un bacio
- 1958 La canzone che piace a te
- 1959 Una marcia in Fa
- 1959 Un bacio sulla bocca
- 1959 Partir con te
- 1961 Mare di dicembre
- 1962 Addio addio
- 1962 Quando il vento di aprile
- 1963 Amor mon amour my love
- 1963 Occhi neri e cielo blu
- 1964 Passo su passo
- 1966 Una casa in cima al mondo
- 1967 Non pensare a me
- 1969 Meglio una sera (Piangere da solo)
- 1970 Serenata
- 1982 Facciamo la pace

1956: Franca Raimondi + Tonina Torrielli · 
1957: Nunzio Gallo · 
1958: Domenico Modugno · 
1959: Domenico Modugno · 
1960: Renato Rascel · 
1961: Betty Curtis · 
1962: Claudio Villa · 
1963: Emilio Pericoli · 
1964: Gigliola Cinquetti · 
1965: Bobby Solo · 
1966: Domenico Modugno · 
1967: Claudio Villa · 
1968: Sergio Endrigo · 
1969: Iva Zanicchi · 
1970: Gianni Morandi · 
1971: Massimo Ranieri · 
1972: Nicola di Bari · 
1973: Massimo Ranieri · 
1974: Gigliola Cinquetti · 
1975: Wess & Dori Ghezzi · 
1976: Al Bano & Romina Power · 
1977: Mia Martini · 
1978: Ricchi e Poveri · 
1979: Matia Bazar · 
1980: Alan Sorrenti · 
1983: Riccardo Fogli · 
1984: Alice & Battiato · 
1985: Al Bano & Romina Power · 
1987: Umberto Tozzi & Raf · 
1988: Luca Barbarossa · 
1989: Anna Oxa & Fausto Leali · 
1990: Toto Cutugno · 
1991: Peppino di Capri · 
1992: Mia Martini · 
1993: Enrico Ruggeri · 
1997: Jalisse · 
2011: Raphael Gualazzi · 
2012: Nina Zilli · 
2013: Marco Mengoni · 
2014: Emma Marrone · 
2015: Il Volo · 
2016: Francesca Michielin · 
2017: Francesco Gabbani · 
2018: Ermal Meta & Fabrizio Moro · 
2019: Mahmood · 
2021: Måneskin · 
2022: Mahmood & Blanco · 
2023: Marco Mengoni · 
2024: Angelina Mango · 
2025: Lucio Corsi
- Biblioteca Nacional de España: XX874575
- Bibliothèque nationale de France: cb139249616 (data)
- Gemeinsame Normdatei: 134159845
- International Standard Name Identifier: 0000 0000 6303 9042
- Library of Congress Control Number: n87877153
- Nationale Bibliotheek van Letland: 000333241
- MusicBrainz: a07a57df-c3eb-43e3-9de7-e1470dc1e8e3
- Nationale Bibliotheek van Israël: 987011001562705171
- Nationale Bibliotheek van Polen: a0000002902687
- Nationale en Universitaire bibliotheek Zagreb: 000456612
- Réseau des bibliothèques de Suisse occidentale: 02-A022761986
- Istituto Centrale per il Catalogo Unico: CFIV069396
- Système universitaire de documentation: 252675037
- Virtual International Authority File: 42027599
- WorldCat: E39PBJwmWXpFTVKkj9Q4RRt3Qq